# ارتق قلیچ‌چشمه
ارتق قلیچ چشمه، روستایی است از توابع بخش داشلی‌برون شهرستان گنبد کاووس در استان گلستان ایران.

## جمعیت
این روستا در دهستان اترک (گنبد کاووس) قرار داشته و براساس سرشماری سال ۱۳۸۵جمعیت آن ۹۰نفر (۲۰خانوار) بوده است.